# Juegos Asiáticos de Playa de 2016
Los V Juegos Asiáticos de Playa se celebraron en Nha Trang (Vietnam), bajo la denominación Nha Trang 2016.
Participaron deportistas representantes de los países miembros del Consejo Olímpico de Asia.
| Predecesor: Phuket 2014 | V Juegos Asiáticos de Playa 2016 | Sucesor: Sanya 2023 |